# La nostra patria Europa

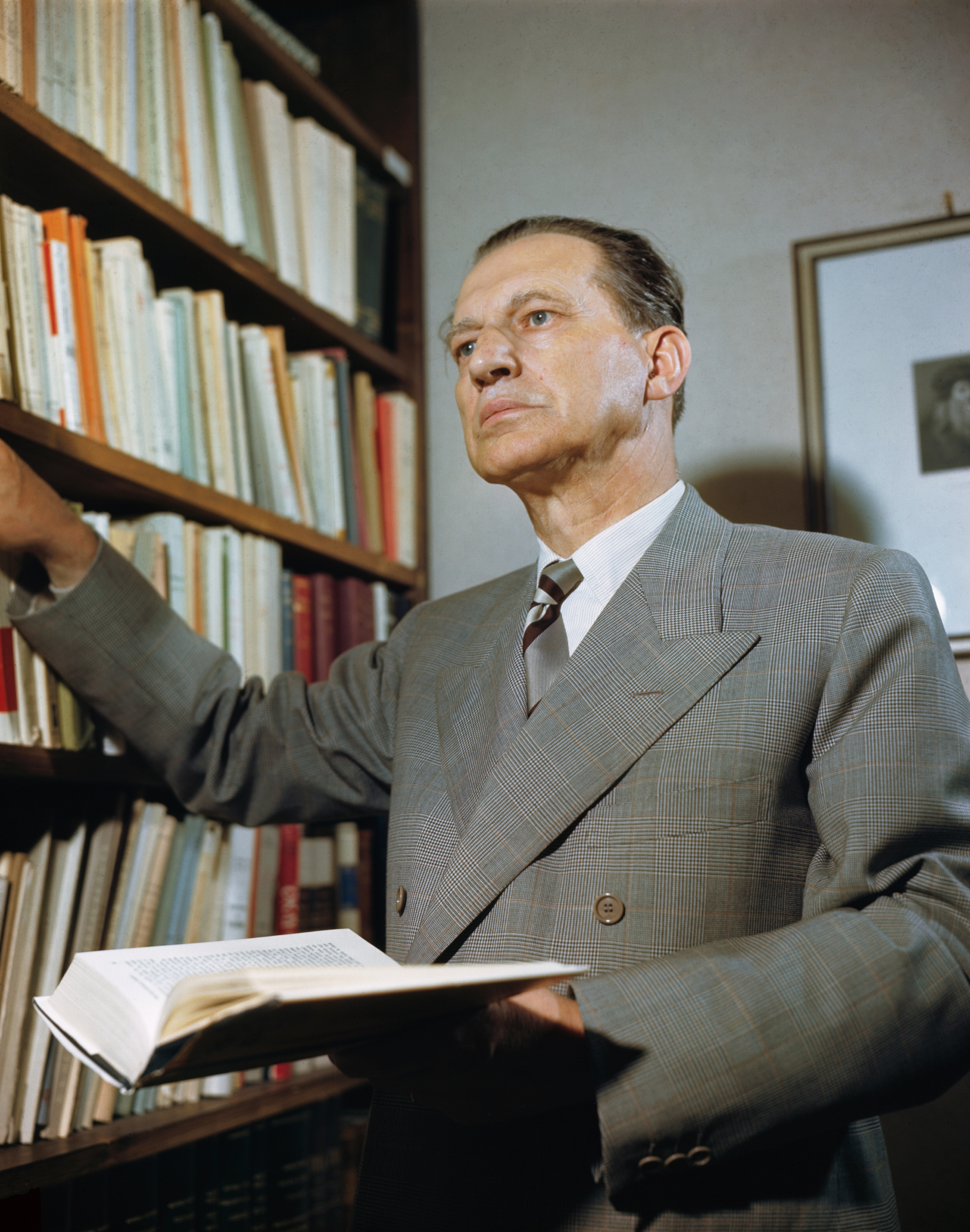
Alcide De Gasperi negli ultimi anni di vita

La nostra patria Europa è il titolo del discorso pronunciato a Parigi il 21 aprile 1954 da Alcide De Gasperi in occasione della Conferenza Parlamentare Europea, da lui presieduta, di fronte a 300 deputati dei paesi del Consiglio d'Europa, della Svizzera e dell'Austria.

## Presupposti
Quando De Gasperi pronuncia questo discorso, erano già sorti i primi organismi sovranazionali europei: l’OECE (1948), il Consiglio d'Europa (1949) e la Comunità europea del carbone e dell'acciaio (1951). Nei parlamenti nazionali era in corso il dibattito per l’approvazione della CED-Comunità europea di Difesa che, nonostante l’impegno di De Gasperi, non andrà a buon fine. Il 25 marzo 1957, quasi tre anni dopo la morte di De Gasperi, saranno sottoscritti i Trattati di Roma che istituirono la Comunità economica europea, poi Unione europea (1992).

## Contenuti

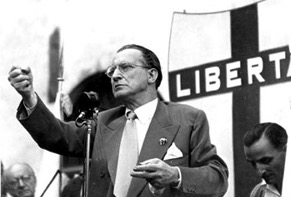
Alcide De Gasperi in un comizio

Il 21 aprile 1954, a Parigi, De Gasperi prende la parola quale terzo oratore, dopo il Presidente del Consiglio e il presidente dell'Assemblea nazionale francese  quali ospitanti della Conferenza Parlamentare Europea. Premette di non trovarsi di fronte a un organismo titolato a prendere decisioni politiche ma a un foro nel quale possono soltanto confrontarsi pareri differenti. È qui che utilizza la locuzione "La nostra patria Europa", che dà il titolo al discorso, per indicare il fine delle tematiche da affrontare.
Ricorda che otto anni prima si era presentato nella stessa sala di fronte alle nazioni vincitrici della Seconda Guerra Mondiale per esporre il parere dell'Italia sulla bozza di Trattato di Pace. Manifesta la sua soddisfazione per la numerosa platea dei presenti, in confronto alla quale paragona a una "Piccola Europa"  l'ultima riunione del Movimento Europeo dell’ottobre 1953 a L'Aia, alla quale era presente.  Chiede peraltro che non si discuta della Comunità europea di difesa, essendo l’argomento sottoposto alle decisioni dei Parlamenti nazionali dei singoli Stati sovrani. 
De Gasperi passa ad esaminare le ideologie dominanti da prendere in considerazione per garantire solidità all'unione europea: il liberalismo, il socialismo e il cristianesimo. Afferma di non ritenere che una sola di tali correnti possa essere posta alla base dell'evoluzione culturale, sociale e politica della futura civiltà europea.
Per quanto riguarda il liberalismo:
Passa poi ad esaminare il socialismo.
Certo, per l'unità europea lo slargamento del mercato comune è un argomento che offre la sua importanza, ma la libera concorrenza che ne sarebbe la conseguenza presenta anch'essa degli aspetti negativi che possono esser ridotti soltanto dalla forza di un sentimento o di un'idea capace di stimolare la coscienza e la volontà. Questo sentimento, quest'idea, appartengono al patrimonio culturale e spirituale della civiltà comune.»
Infine, il cristianesimo.
Concludendo:
Chiede quindi all’assemblea:
È appena il caso di sottolineare che i tre partiti liberale, socialdemocratico e popolare (democratico cristiano) europei hanno costituito le tre correnti politiche principali presenti nel Parlamento Europeo, sin dalla sua istituzione (1979).

## Reazioni e conseguenze

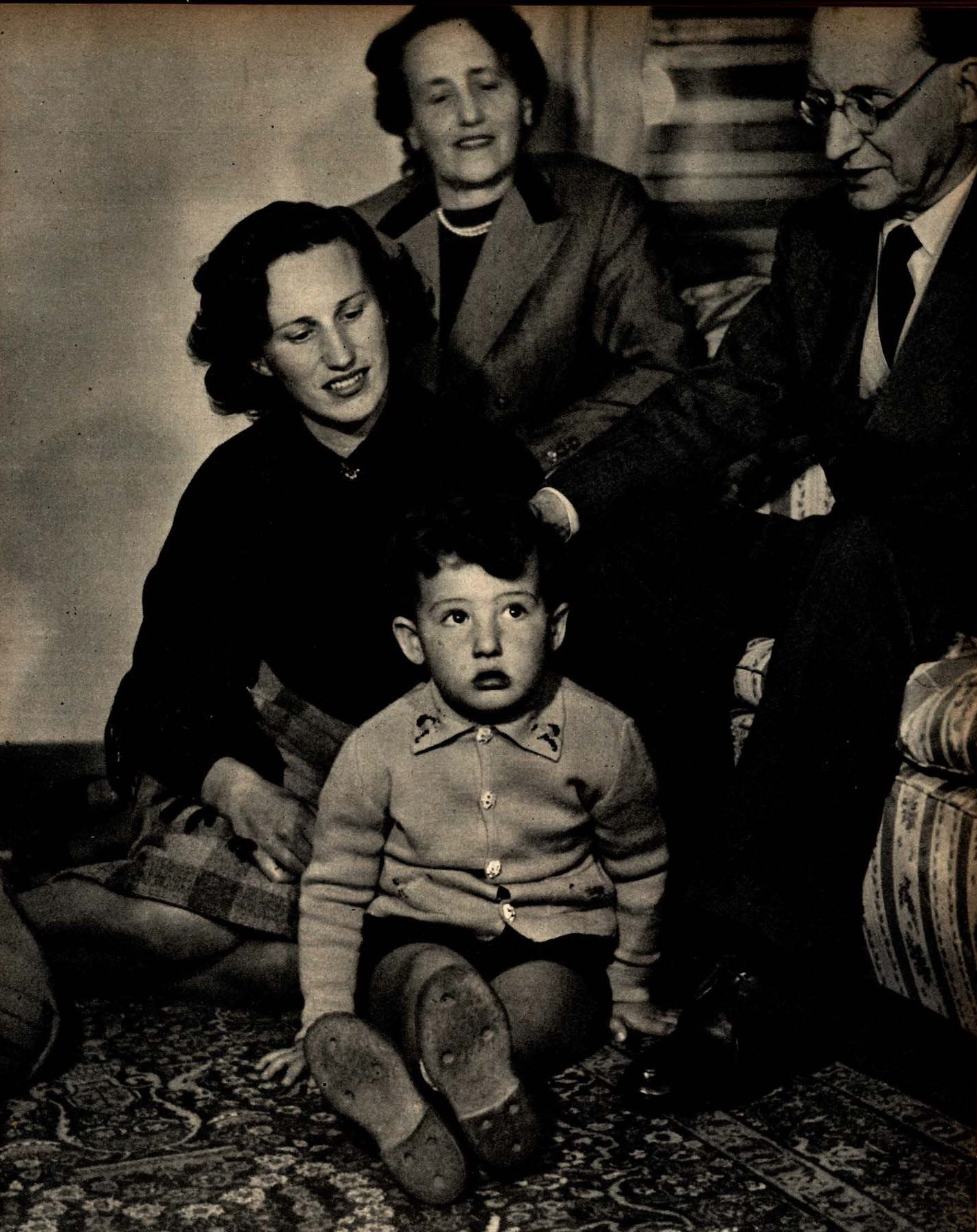
La famiglia di Alcide De Gasperi nel 1951

De Gasperi non sopravviverà più di quattro mesi al suo discorso, venendo meno a Borgo Valsugana il 19 agosto 1954. Non riuscirà perciò a vedere compiuto l'edificio della "casa comune europea" che aveva auspicato. 
Tale concetto sarà però ripreso 35 anni dopo dall'ultimo Presidente dell'Unione Sovietica Michail Gorbačëv; questi scelse non a caso l'Assemblea del Consiglio d'Europa per dichiarare chiusa, il 6 luglio 1989, l'era della Guerra Fredda, richiamandosi appunto al concetto di "casa comune europea".
Non ebbe però il tempo necessario per entrare in Europa perché, nel 1991, l'Unione Sovietica si dissolse nei 17 Stati che la componevano. Anni più tardi, però, tre di essi (Lituania, Lettonia ed Estonia) furono ammessi nell’Unione europea, così come i paesi satelliti dell'Unione Sovietica, già facenti parte del Patto di Varsavia.